# Orazio Pompei

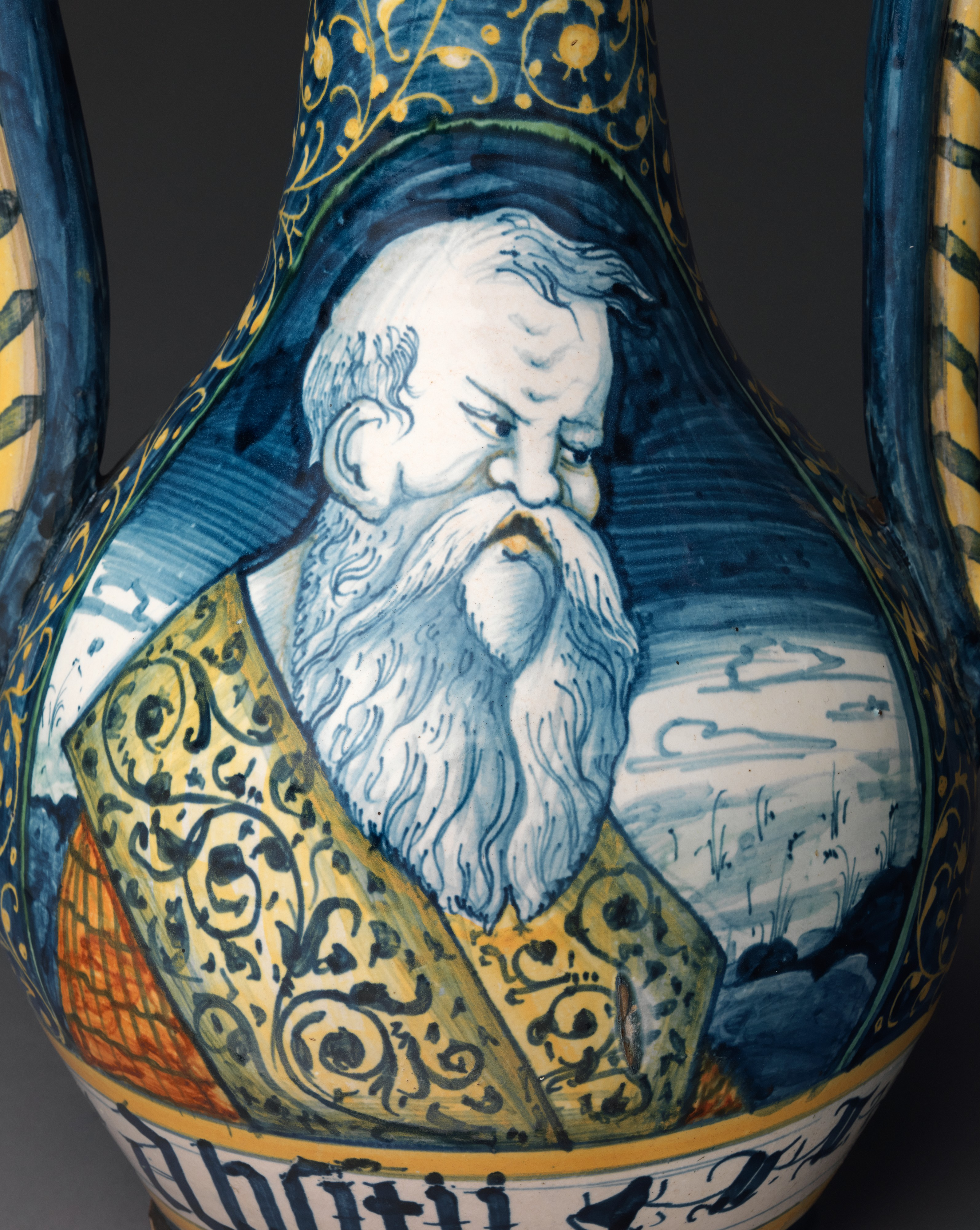
Orazio Pompei, vasi da farmacia, (Metropolitan Museum)

Orazio Pompei (Castelli, 1516 – Castelli, 1590-1596) è stato un ceramista italiano.

## Biografia
Orazio Pompei discendeva da una famiglia di ceramisti castellani. Una sua abitazione, posta nella via attualmente intitolata a Carmine Gentili, è riconoscibile dall'insegna posta sulla facciata che indica: Haec est domus Oratii figuli 1562, (Questa è la casa di Orazio vasaio 1562).
Nella chiesa di San Giovanni Battista, a Castelli, edificata a fine Cinquecento, la Cappella della Santa Croce fu realizzata nel 1601 dai figli di Orazio Pompei, per disposizione testamentaria paterna.

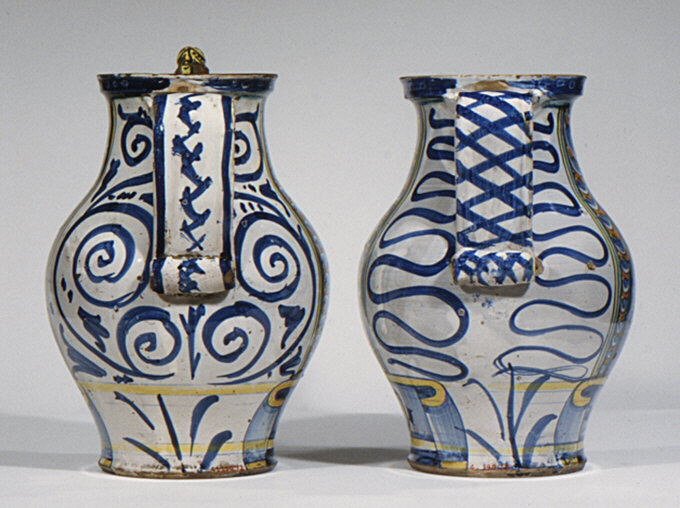
Orazio Pompei, due vasi da farmacia (retro) (Metropolitan Museum)

### Le ceramicheOrsini-Colonna
Il corredo di vasellame da farmacia in ceramica istoriata composto da brocche, vasi biansati su piede alto, albarelli e bottiglie, noto come Orsini–Colonna, prende il suo nome da una bottiglia biansata, sulla quale è dipinto un orso che abbraccia una colonna e che porta la scritta ET SARRIMO BONI AMICI, (e saremo buoni amici). L'immagine si riferisce alle due famiglie aristocratiche romane Orsini e Colonna, tradizionalmente rivali, che a metà del Cinquecento si imparentarono.
Queste antiche ceramiche hanno manici a torciglione e becchi a drago, e in origine erano dotati di coperchio. Lo smalto è lucido e vetroso, i colori sono vistosi - blu intenso, verde e giallo arancio - la decorazione vegetale e stilizzata è messa a contorno di busti maschili e femminili - tracciati con un'intonazione caricaturale - o di scene a carattere storico, o allegorico, o mitologico, come Apollo e Dafne, la Carità Romana e Cleopatra punta dal serpente. Una maiolica reca un putto poggiato ad un teschio e la scritta hodie mihi cras tibi (oggi a me domani a te). Sugli alberelli il nome del preparato medicinale  è tracciato a caratteri gotici, oppure latini. Gli abiti indossati dalle figure sono simili a quelli di personaggi, ritratti negli stessi anni, ad esempio, da Agnolo Bronzino o da Giovan Battista Moroni.

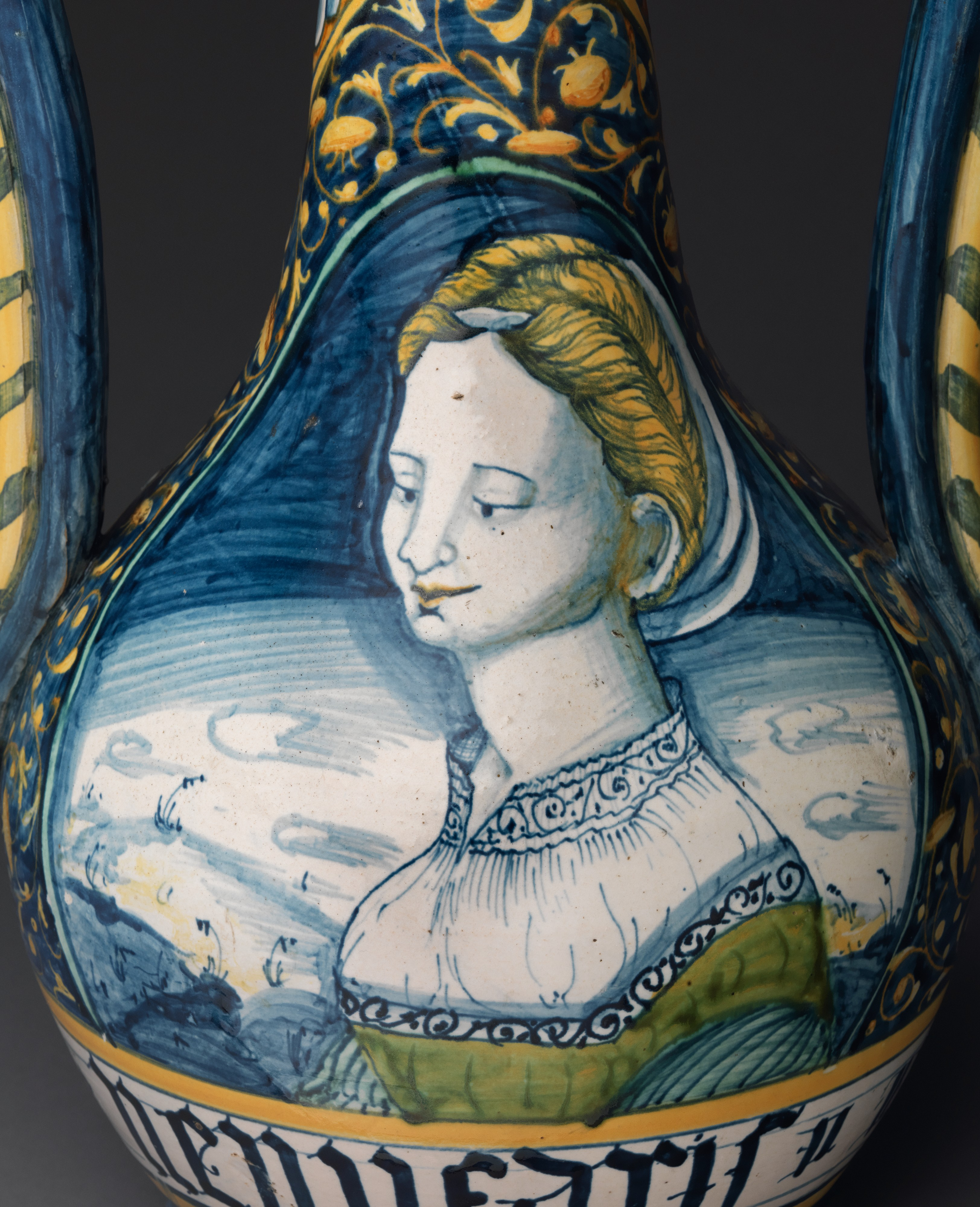
Orazio Pompei, vaso da farmacia, (Metropolitan Museum)

Orazio Pompei ha lasciato il suo nome su due vasi. I vari pezzi sono conservati in diversi musei, tra cui il Metropolitan Museum di New York. Confrontando vari frammenti, recuperati negli scarichi della fornace Pompei, con i mattoni del soffitto della chiesa di San Donato, sono stati attribuiti ad Orazio Pompei (e alla sua bottega) anche tutti i vasi conosciuti come Orsini-Colonna. Nel 1989, il catalogo della mostra Le maioliche cinquecentesche di Castelli ha confermato l'attribuzione a Castelli - in particolare alla bottega dei Pompei e ad Orazio Pompei - del corredo farmaceutico Orsini Colonna.

### Il mattonato ed altre opere
A ceramisti della bottega Pompei, e alla mano di Orazio Pompei, è attribuito il soffitto maiolicato di un'antica chiesetta campestre che era dedicata alla Vergine e che nel 1615 è stata demolita: al suo posto è stata edificata la Chiesa di San Donato. Realizzato fra il XV e il XVI secolo, il soffitto era costituito da mattoni smaltati e decorati con profili, con stemmi o con arabeschi, oppure con rosoni, animali, decori geometrici, invocazioni alla Madonna, in stile compendiario, sostenuti da una struttura di travi di legno. Orazio Pompei ha lasciato il suo nome sopra uno di questi mattoni, oggi conservati al Museo delle ceramiche di Castelli.
Egli è anche l'autore di una targa con Annunciazione, tratta da una stampa del Dürer e datata 1557, oggi presente al Museo d'arte Costantino Barbella di Chieti e di un'altra targa - dai colori tradizionali della tavolozza castellana blu, giallo ramina, manganese - con la Vergine che allatta il Bambino, firmata con il suo nome abbreviato ORO e datata 1551. Si tratta della insegna della sua bottega e si conserva al Museo delle ceramiche di Castelli.